# Pascal Ceccaldi
Pour les articles homonymes, voir Ceccaldi.
Pascal Ceccaldi, né le 25 décembre 1876 à Ota (Corse, actuelle Corse-du-Sud) et mort le 6 novembre 1918 à Paris, est un journaliste et homme politique français.

## Biographie
Neveu de Dominique François Ceccaldi, qui est député de la circonscription d’Ajaccio de 1886 à 1897, Pascal Ceccaldi est d'abord avocat à Ajaccio ; à la suite d'un duel retentissant, il quitte son île pour Paris, où il entre au Radical d'Henri Maret, dont il devient le secrétaire.

### Carrière administrative
Le 7 juin 1902, il entre comme attaché au cabinet d’Émile Combes, président du Conseil. Peu après, il est nommé secrétaire général de la préfecture des Basses-Alpes, puis sous-préfet à Vervins dans l'Aisne en 1903. Lorsque Paul Doumer, qui avait été élu président de la Chambre des députés le 10 janvier 1905, se rend dans sa circonscription pour donner une conférence à Charmes, Ceccaldi, qui n’a pas oublié les attaques de Doumer contre Combes, refuse d’honorer le troisième personnage de l'État. Fernand Dubief, devenu ministre de l’Intérieur dans le cabinet Rouvier, sanctionne l’attitude du sous-préfet de Vervins en le harcelant de tracasseries administratives.

### Carrière politique

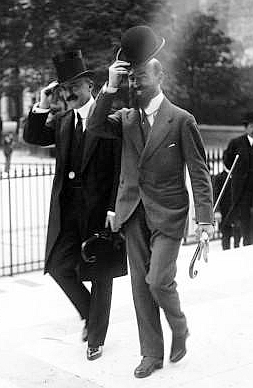
Joseph Caillaux et Pascal Ceccaldi (à droite) se rendant au procès de Henriette Caillaux le 21 juillet 1914.

Pascal Ceccaldi donne alors sa démission et pose sa candidature aux élections législatives du printemps de 1906. Dans cette vue, il fonde Le Démocrate de l'Aisne et mène une campagne électorale acharnée. Ses adversaires lui mènent la vie dure, mais le Corse intransigeant et passionné réplique avec vigueur. Nombre de ses réunions doivent se tenir en plein air, car il se trouve des maires qui lui refusent les locaux appropriés. Le 20 mai, il est proclamé élu, alors qu'il n’a pas 30 ans.
Réélu en 1910 et 1914 (face à Jean Richepin), il devient en 1917 président du conseil général de l'Aisne. Radical-socialiste, il s'intéresse aux questions policières et syndicales. Il participe à la Grande Guerre : parti comme sergent, il est nommé sous-lieutenant à Verdun, puis commande une compagnie en première ligne. 
Malade et évacué, il reprend sa place à la Chambre des députés et intervient inlassablement, à la tribune comme auprès des administrations, en faveur des habitants de l'Aisne éprouvés par la guerre ; il organise le ravitaillement du sud de l'Aisne, partie non occupée, et s'emploie à secourir les habitants des régions envahies, en insistant auprès des pouvoirs publics et des puissances neutres.

### L'ami de Joseph Caillaux
Lié d'amitié avec Joseph Caillaux, ancien président du Conseil, Ceccaldi l'assiste d'abord lors du procès de Henriette Caillaux en 1914, puis reste à ses côtés quand celui-ci, au cours de la Première Guerre mondiale, connaît des jours particulièrement difficiles.  Pascal Ceccaldi intègre notamment la rédaction du quotidien Le Pays (1917), dont le tirage est plus élevé, avec 64000 exemplaires, que celui du prestigieux Le Temps et presque au niveau celui de L'Humanité. En 1918, il figure parmi les avocats de Caillaux, accusé d'intelligence avec l'ennemi : il plaide pour son ami devant le Sénat érigé en Haute Cour de Justice.
Tant d'activités avaient diminué sa résistance physique. Au début de novembre 1918, il contracte la grippe espagnole, dont il meurt quelques jours plus tard.
Il est inhumé au cimetière du Père-Lachaise (93e division).

## Sources
- « Pascal Ceccaldi », dans le Dictionnaire des parlementaires français (1889-1940), sous la direction de Jean Jolly, PUF, 1960 [détail de l’édition]